# Hidefumi Denda
Hidefumi Denda (* 16. Dezember 1997 in Ueda) ist ein japanischer Nordischer Kombinierer.
Denda nahm an den Nordischen Junioren-Skiweltmeisterschaften 2014 im italienischen Val di Fiemme teil, wo er in einem der Gundersen-Wettkämpfe den 39. Rang belegte. Sein Debüt im Continental Cup der Nordischen Kombination gab er rund zwei Jahre später, am 9. Januar 2016, im norwegischen Høydalsmo. Seine erste Punkteplatzierung in dieser Wettbewerbsserie erreichte er eine Woche später in Kuusamo mit Platz 26. Bei den Junioren-Skiweltmeisterschaften 2016 in Râșnov erzielte er in den Einzelwettkämpfen die Ränge fünf und 16 und wurde im Teamwettbewerb gemeinsam mit Hisaki Nagamine, Yuto Nakamura und Ryota Yamamoto Siebter. Auch 2017 trat er an und kam im Einzel auf den 30. beziehungsweise 43. Rang. Am 11. Februar 2017 folgte in Sapporo der erstmalige Start im Weltcup der Nordischen Kombination mit Platz 35. Am 12. Januar 2018 gelang ihm in Kuusamo als Zweiter seine erste Podiumsplatzierung im Continental Cup und am 3. Februar 2018 in Hakuba auch der Gewinn seines ersten Weltcuppunktes.

## Statistik

### Weltcup-Platzierungen
| Saison  | Platz | Punkte |
| ------- | ----- | ------ |
| 2017/18 | 73.   | 001    |

### Continental-Cup-Platzierungen
| Saison  | Platz | Punkte |
| ------- | ----- | ------ |
| 2015/16 | 61.   | 046    |
| 2016/17 | 61.   | 042    |
| 2017/18 | 14.   | 281    |
| 2018/19 | 22.   | 176    |
| 2019/20 | 52.   | 052    |